# Thereva hilarimorpha
Thereva hilarimorpha är en tvåvingeart som beskrevs av Krober 1912. Thereva hilarimorpha ingår i släktet Thereva och familjen stilettflugor. Inga underarter finns listade i Catalogue of Life.